# Pixote - La legge del più debole
Pixote - La legge del più debole (Pixote, a Lei do Mais Fraco, IPA: [piˈʃɔtʃi a ˈlej du ˈmajʃ ˈfɾaku]) è  un film drammatico del 1981 diretto da Héctor Babenco, tratto dal romanzo Infancia dos Mortos di José Louzeiro.

## Trama
Dopo essere stato fermato insieme ad altri ragazzi di strada, Pixote viene mandato in un riformatorio giovanile, dove i giovani criminali sono in balia delle sadiche guardie carcerarie e del loro comandante. Per sfuggire mentalmente alle continue minacce di abusi e stupri, inizia a sniffare colla. Quando un ragazzo muore a causa dei ripetuti abusi fisici subiti, dell'omicidio viene incolpato un altro ragazzo, amante di una giovane transessuale di nome Lilica, che verrà poi anch'egli ucciso dalle guardie. Poco dopo, Pixote, Chico, Lilica ed il suo nuovo amante Dito riescono a fuggire dalla prigione. Inizialmente trovano rifugio presso l'appartamento di Cristal, un ex amante di Lilica, ma quando sorgono tensioni tra di loro e Crystal, il gruppo di ragazzi si reca a Rio per fare un commercio di cocaina con una spogliarellista che però ruba loro la droga e fugge. Dopo aver vagabondato per la città, Pixote e Chico entrano in un club per un altro affare di droga, ritrovando la spogliarellista, la quale accidentalmente uccide Chico prima di venire pugnalata da Pixote. Lui, Lilica e Dito diventano poi i protettori di un'altra prostituta, Sueli, decidondo di derubare i clienti mentre li intrattiene. Ben presto però tra Dito e Sueli nasce una storia d'amore che fa ingelosire Lilica, che abbandona il gruppo dopo aver assistito ad un loro rapporto sessuale. Mentre stanno cercando di derubare un americano che si intrattiene con Sueli, l'uomo reagisce. Nella lotta che ne segue, Pixote spara accidentalmente a Dito uccidendolo prima di uccidere il cliente. Rimasto solo e profondamente affranto, Pixote cerca di ottenere conforto da Sueli, trattandola come una figura materna, ma lei lo respinge. Pixote allora se ne va e lo si vede camminare lungo una linea ferroviaria con la pistola in mano.

## Produzione
Il film è stato girato in stile di documentario ed è stato fortemente influenzato dal neorealismo italiano in quanto attori dilettanti sono stati utilizzati come protagonisti del film.
Il film è stato girato a San Paolo e Rio de Janeiro.

### Cast
Il protagonista del film, Fernando Ramos Da Silva, che interpreta un giovane criminale, era realmente un criminale di strada prima che fosse realizzato il film. Terminato il film tornò a fare il criminale e rimase ucciso nel 1987 in uno scontro a fuoco con la polizia.

## Distribuzione
Il film venne inizialmente presentato al New York New Directors/New Films Festival il 5 maggio 1981. In seguito venne distribuito ristrettamente negli Stati Uniti l'11 settembre 1981.
Il film è stato proiettato in vari festival cinematografici, tra cui: il Festival Internazionale del Cinema di San Sebastián in Spagna; il Toronto International Film Festival in Canada e il Festival Internazionale del Cinema di Locarno, in Svizzera.

## Critica
Il critico cinematografico Roger Ebert, che scrive per il Chicago Sun-Times, considera il film un classico ed ha scritto al riguardo: "Pixote è uno sguardo sulla vita che nessun essere umano dovrebbe essere tenuto a condurre. E gli occhi di Fernando Ramos da Silva, il giovane attore protagonista, ci guardano dallo schermo senza accuse e senza rimpianti, ma semplicemente accettando una realtà quotidiana desolata."
La critica Pauline Kael è rimasta impressionata dallo stile crudo del documentario e dal suo realismo poetico.  Ha scritto: "Il film di Babenco è realistico, ma il suo punto di vista è incredibilmente lirico."
Il critico del The New York Times, Vincent Canbyscrisse: "[Pixote], il terzo film del regista Hector Babenco, è un film ben fatto sui ragazzi di strada di San Paolo. Le interpretazioni sono troppo buoniste per risultare veritiere, ma Mr. Da Silva e Miss Pera sono splendidi. 
Il sito Rotten Tomatoes riporta che il 100% dei critici ha dato al film una recensione positiva.
I registi Spike Lee, Harmony Korine e Josh e Benny Safdie hanno citato il film come uno dei loro preferiti.

## Premi e candidature
- 1981 - Festival internazionale del cinema di San Sebastián
  - Menzione d'onore a Héctor Babenco
- 1981 - New York Film Critics Circle Awards
  - Miglior film in lingua straniera
  - Candidatura come miglior attrice non protagonista a Marília Pêra
- 1981 - National Board of Review
  - Migliori film stranieri dell'anno
  - Candidatura come miglior film straniero
- 1981 - Los Angeles Film Critics Association
  - Miglior film in lingua straniera
- 1981 - Locarno International Film Festival
  - Leopardo d'argento a Héctor Babenco
- 1981 - Boston Society of Film Critics
  - Miglior film
  - Migliore attrice a Marília Pêra
- 1982 - National Society of Film Critics
  - Miglior regista a Héctor Babenco
  - Miglior attrice a Marília Pêra
  - Candidatura come miglior film
- 1982 - Golden Globe
  - Candidatura come miglior film straniero